# Snow on the Sahara (singel Anggun)
Snow on the Sahara – piosenka w stylu muzyki światowej napisana przez Ericka Benziego po francusku pt. „La neige au Sahara”. Z francuskiego na język angielski przetłumaczył Nikki Matheson. Zostały wydane 2 wersje singla: po francusku i po angielsku. Utwór szybko stał się hitem we Francji, gdzie trafił na pierwsze miejsce radiowych list przebojów w kraju oraz 16. na francuskiej liście singli. Był to najczęściej grany singiel we Francji w 1997, z wynikiem 7,9 tys. zagrań w radiu, pokrył się także srebrem z wynikiem 209 tys. sprzedanych egzemplarzy. Singel sprzedał się nakładem 250,000 egzemplarzy we Francji i 100 tysięcy egzemplarzy we Włoszech.